# Санґ-Чаль
Санґ-Чаль (перс. سنگ چال) — село в Ірані, у дегестані Челав, в Центральному бахші, шагрестані Амоль остану Мазендеран. За даними перепису 2006 року, його населення становило 187 осіб, що проживали у складі 51 сім'ї.

## Клімат
Середня річна температура становить 12,28 °C, середня максимальна — 25,70 °C, а середня мінімальна — -1,96 °C. Середня річна кількість опадів — 344 мм.
| Клімат поселення                              | Клімат поселення | Клімат поселення | Клімат поселення | Клімат поселення | Клімат поселення | Клімат поселення | Клімат поселення | Клімат поселення | Клімат поселення | Клімат поселення | Клімат поселення | Клімат поселення | Клімат поселення |
| Показник                                      | Січ.             | Лют.             | Бер.             | Квіт.            | Трав.            | Черв.            | Лип.             | Серп.            | Вер.             | Жовт.            | Лист.            | Груд.            |                  |
| Середній максимум, °C                         | 6,48             | 7,14             | 9,83             | 15,21            | 19,95            | 23,76            | 25,70            | 25,54            | 22,42            | 18,24            | 12,99            | 8,32             |                  |
| Середня температура, °C                       | 2,26             | 2,92             | 5,60             | 10,99            | 15,73            | 19,55            | 21,88            | 21,72            | 18,60            | 14,42            | 9,18             | 4,50             |                  |
| Середній мінімум, °C                          | −1,96            | −1,29            | 1,39             | 6,76             | 11,51            | 15,32            | 18,07            | 17,90            | 14,79            | 10,60            | 5,35             | 0,68             |                  |
| Норма опадів, мм                              | 39               | 35               | 43               | 29               | 26               | 14               | 10               | 12               | 20               | 43               | 36               | 37               |                  |
| Середньомісячна швидкість вітру, м/с          | 1.70             | 2.24             | 3.08             | 2.94             | 2.27             | 1.72             | 1.69             | 1.78             | 1.63             | 1.78             | 1.96             | 1.66             |                  |
| Середньомісячна сонячна радіація, кДж/м²·день | 8995             | 11520            | 13917            | 17094            | 20535            | 22620            | 22229            | 20372            | 17463            | 13444            | 10504            | 8554             |                  |
| --------------------------------------------- | ---------------- | ---------------- | ---------------- | ---------------- | ---------------- | ---------------- | ---------------- | ---------------- | ---------------- | ---------------- | ---------------- | ---------------- | ---------------- |
| Джерело:                                      |                  |                  |                  |                  |                  |                  |                  |                  |                  |                  |                  |                  |                  |